# Nysson distinguendus
Nysson distinguendus är en stekelart som beskrevs av Chevrier 1867. Nysson distinguendus ingår i släktet Nysson, och familjen Crabronidae. Arten är reproducerande i Sverige.